# António Fortunato de Pinho
António Fortunato de Pinho (Albergaria-a-Velha, Albergaria-a-Velha, 1874 - 1954), foi um ilustre advogado albergariense.

## Biografia

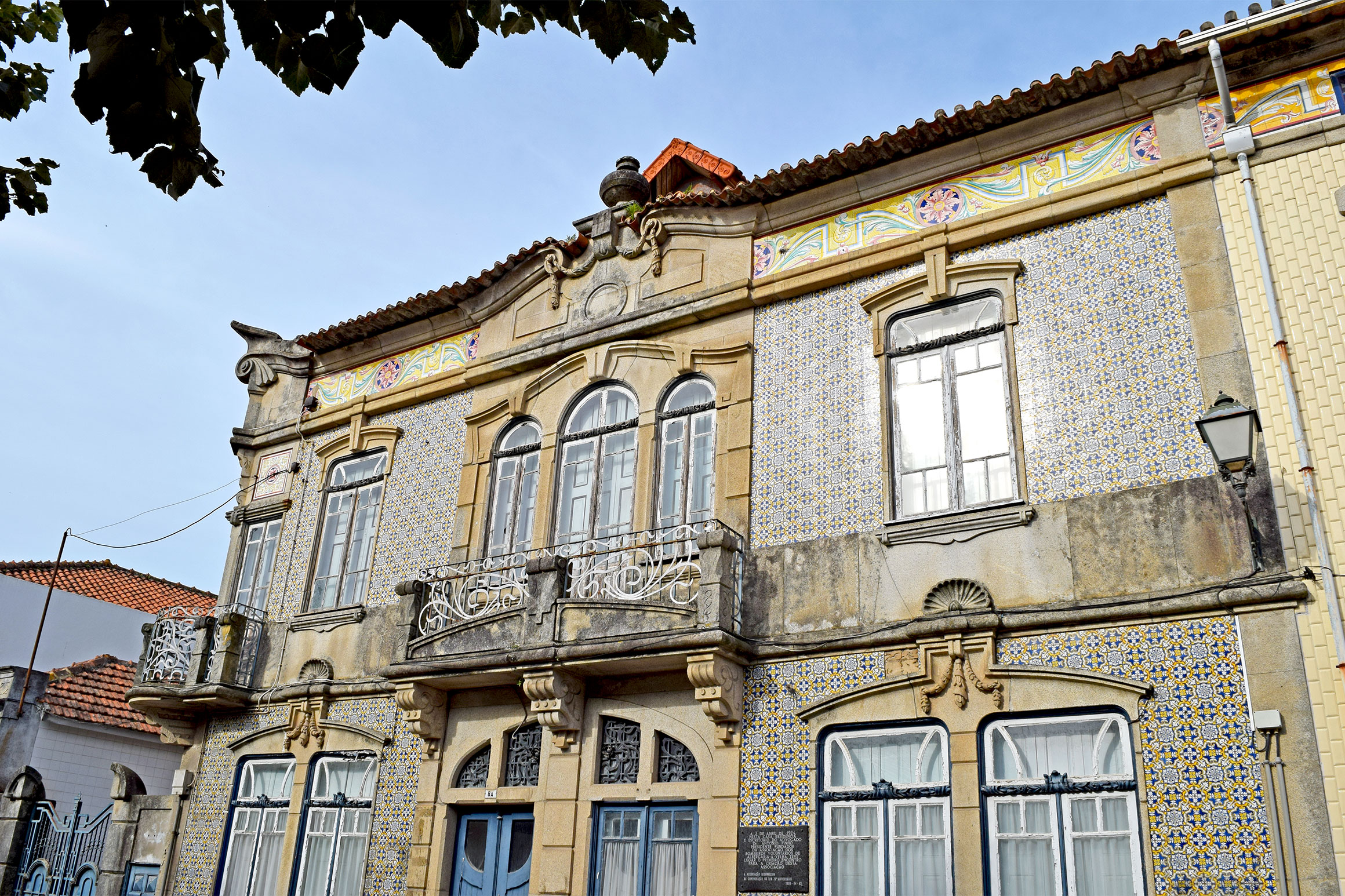
Casa do Dr. António Fortunato de Pinho - Arte Nova, em Albergaria-a-Velha

Licenciou-se em Direito, pela Universidade de Coimbra, iniciou a advocacia em 1897, e serviu, durante mais de meio século, as populações da Comarca de Albergaria-a-Velha e confinantes. Desempenhou o cargo de Presidente da Câmara Municipal de Albergaria-a-Velha por 3 vezes em curtos espaços de tempo em 1918, 1919 e 1926, tendo sido no seu último mandato, que se deliberou a instalação da energia eléctrica na vila, inaugurada no ano seguinte.
Na década de 1920 mandou construir a sua casa, edifício no estilo "Arte Nova", desenhada pelo Arq. Francisco Silva Rocha.
Foi presidente fundador e um dos principais impulsionadores da Associação Humanitária dos Bombeiros Voluntários de Albergaria-a-Velha, co-fundador da Misericórdia e seu provedor.
A primeira reunião para a organização de um corpo de bombeiros em Albergaria-a-Velha aconteceu no dia 3 de Abril de 1924, no seu escritório situado no rés do chão da sua casa.
Foi ainda jornalista, tendo publicado artigos de opinião e crónicas da vida local e acerca da história do Concelho em jornais locais como o "Correio de Albergaria", que dirigiu de 1901 a 1908, "Jornal de Albergaria" ou a "Gazeta" e nas revistas "Vouga" e "Brisa".
Tendo-se dedicado ao estudo da história local, publicou a importante monografia "Albergaria-a-Velha e o seu Concelho" que começou a ser publicada, em fascículos, a partir de 16 de Janeiro de 1944. Colaborou ainda em outras publicações como o "Arquivo do Distrito de Aveiro".
Em reconhecimento pelo seu serviço e dedicação à comunidade, foi atribuido o seu nome a uma rua.

## Listas
- Lista de livros sobre Albergaria-a-Velha
- Lista de jornais e revistas de Albergaria-a-Velha